# David Neres
David Neres Campos (ur. 3 marca 1997 w São Paulo) – brazylijski piłkarz występujcy na pozycji napastnika, reprezentant Brazylii.

## Życie osobiste
Syn Miguela i Marii. Interesuje się koszykówką i futbolem amerykańskim.

## Kariera klubowa
Wychowanek São Paulo FC, do którego trafił w 2007 roku. W pierwszej drużynie tego klubu zadebiutował 17 października 2016 w wygranym 2:1 meczu z Fluminense FC, natomiast pierwszego gola strzelił 5 dni później w wygranym 2:0 spotkaniu z AA Ponte Preta. W styczniu 2017 podpisał czteroipółletni kontrakt z AFC Ajax. Zadebiutował w tym klubie 26 lutego 2017 w wygranym 4:1 meczu z Heraclesem Almelo. W styczniu 2022 podpisał pięcioletni kontrakt z Szachtarem Donieck.
20 czerwca 2022 ogłoszono jego przejście do SL Benfica.

## Kariera reprezentacyjna
Młodzieżowy reprezentant Brazylii w kadrze do lat 20. W marcu 2019 został powołany do seniorskiej reprezentacji na mecze z Panamą i Czechami w miejsce kontuzjowanego Viníciusa Júniora. Zadebiutował w kadrze 26 marca w wygranym 3:1 meczu z Czechami. W maju 2019 znalazł się w gronie 23 zawodników powołanych na Copa America. 9 czerwca 2019 w wygranym 7:0 meczu z Hondurasem strzelił pierwszego gola w reprezentacji.

## Sukcesy

### São Paulo
- Copa Libertadores U-20: 2016

### AFC Ajax
- Mistrzostwo Holandii: 2018/2019, 2020/2021, 2021/2022
- Puchar Holandii: 2018/2019, 2020/2021
- Finalista Ligi Europy UEFA: 2016/2017

### SL Benfica
- Mistrzostwo Portugalii: 2022/2023

### Reprezentacyjne
- Copa América: 2019

### Indywidualne
- Drużyna sezonu Ligi Mistrzów UEFA: 2018/19